# Mečiar (film)
Mečiar (anglicky: The Lust for Power) je slovenský dokumentární film z roku 2017, který režírovala Tereza Nvotová. Dokument sleduje bývalého slovenského politika Vladimíra Mečiara a to, jak ovlivnil společenskou a politickou situaci na Slovensku.

## Obsah
Vladimír Mečiar je bývalý slovenský ministr zahraničních věcí a trojnásobný premiér. Stál v čele vlády v okamžiku nabytí slovenské nezávislosti, a tak byl velkou částí veřejnosti vnímán jako „otec-zakladatel“.
Dokumentární snímek sleduje začátek a průběh Mečiarovy politické kariéry, od vzestupu řadového právníka až po předsedu vlády, a dění na Slovensku v 90. letech 20. století. Prostřednictvím řady archivních i aktuálních záběrů a rozhovorů režisérka zkoumá Mečiarův původ, kořeny či politické vystupování.
Dle režisérky je film hledáním odpovědi na otázku „kdo Mečiar byl a co udělal se Slovenskem“.

## Režie a námět

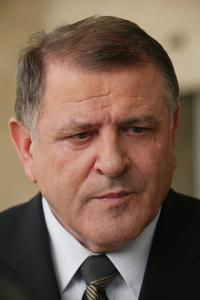
Vladimír Mečiar, hlavní postava dokumentu

Režisérkou i autorkou námětu filmu je Tereza Nvotová. Nvotová nejprve natočila středometrážní bakalářský film na FAMU Mečiar (film, 2013) a téhož roku jej s velkým ohlasem uvedla na Mezinárodním festivalu dokumentárních filmů v Jihlavě. Po rozruchu, který Mečiar (film, 2013) na jihlavském festivale způsobil, se rozhodla dokument rozšířit, a tak vznikl celovečerní formát filmu Mečiar (film, 2017).
| „                                                                            | Film o Mečiarovi jsem nedělala jen kvůli tomu, jaké to kdysi bylo, ale i kvůli tomu, jaké to je dnes. Mečiara vidím jako jakýsi archetyp, který se objevuje v různých obměnách po celém světě. Když jsem film natáčela, vůbec jsem netušila, jak moc bude snímek nyní aktuální. | “ |
| — Tereza Nvotová pro Mezinárodní festival dokumentárních filmů Ji.hlava 2017 | |   |

## Výroba

### Natáčení
Režisérka natáčela a vyzpovídala Vladimíra Mečiara. Vedle toho je snímek prolínán televizními záběry o důležitých politických událostech, výpovědmi politiků či novinářů a v neposlední řadě i záběry z někdejších mohutných promečiarovských mítinků. Natáčení probíhalo na Slovensku.

### Produkce
Producenty jsou Zuzana Mistríková, Ľubica Orechovská, produkčními společnostmi HBO Europe, PubRes s.r.o. a Negativ s.r.o.

### Premiéra
Na Slovensku do kin film vstoupil 12. října 2017 a v České republice 3. srpna 2018. V roce 2017 zahájil Mezinárodní festival dokumentárních filmů Ji.hlava.

## Recenze
- František Fuka, Kinobox.cz [9]
- Iva Přivřelová, E15 [10]
- Jindřiška Bláhová, Respekt[11]
- Mirka Spáčilová, iDnes.cz [12]
- Roberta Tóthová, Pravda [13]
- Stanislav Dvořák, Novinky.cz [14]

## Ocenění
- hlavní cena TRILOBIT za rok 2018[15]